# Semiothisa combinata
Semiothisa combinata är en fjärilsart som beskrevs av Achille Guenée 1858. Semiothisa combinata ingår i släktet Semiothisa och familjen mätare. Inga underarter finns listade i Catalogue of Life.